# Ołeh Oczeret´ko
Ołeh Andrijowycz Oczeret´ko, ukr. Олег Андрійович Очеретько (ur. 25 maja 2003 w Makiejewce, w obwodzie donieckim) – ukraiński piłkarz, grający na pozycji pomocnika.

## Kariera piłkarska

### Kariera klubowa
Wychowanek Akademii Piłkarskiej klubu Szachtar Donieck, barwy której bronił w juniorskich mistrzostwach Ukrainy (DJuFL). 30 lipca 2019 roku rozpoczął karierę piłkarską w młodzieżowej drużynie Szachtara. 28 września 2020 został wypożyczony do FK Mariupol, w barwach którego 25 października 2020 debiutował w Premier-lidze w meczu ligowym z Inhulcem Petrowe. Latem 2022 po wygaśnięciu umowy wypożyczenia wrócił do Szachtara.

### Kariera reprezentacyjna
W 2018 debiutował w juniorskiej reprezentacji Ukrainy U-17. W 2021 występował w reprezentacji U-19. Potem bronił barw młodzieżówki.

## Sukcesy i odznaczenia

### Sukcesy klubowe
Szachtar Donieck
- mistrz Mistrzostw Ukrainy: 2022/23

### Sukcesy reprezentacyjne
Ukraina U-21
- brązowy medalista Mistrzostw Europy U-21: 2023